# Velamysta phengites
Velamysta phengites is een vlinder uit de familie Nymphalidae. De wetenschappelijke naam van de soort is voor het eerst geldig gepubliceerd in 1945 door Richard M. Fox.